# بریتانی بوید
بریتانی بوید (انگلیسی: Brittany Boyd؛ زادهٔ ۱۱ ژوئن ۱۹۹۳) بازیکن بسکتبال اهل ایالات متحده آمریکا است.